# Veilsdorf

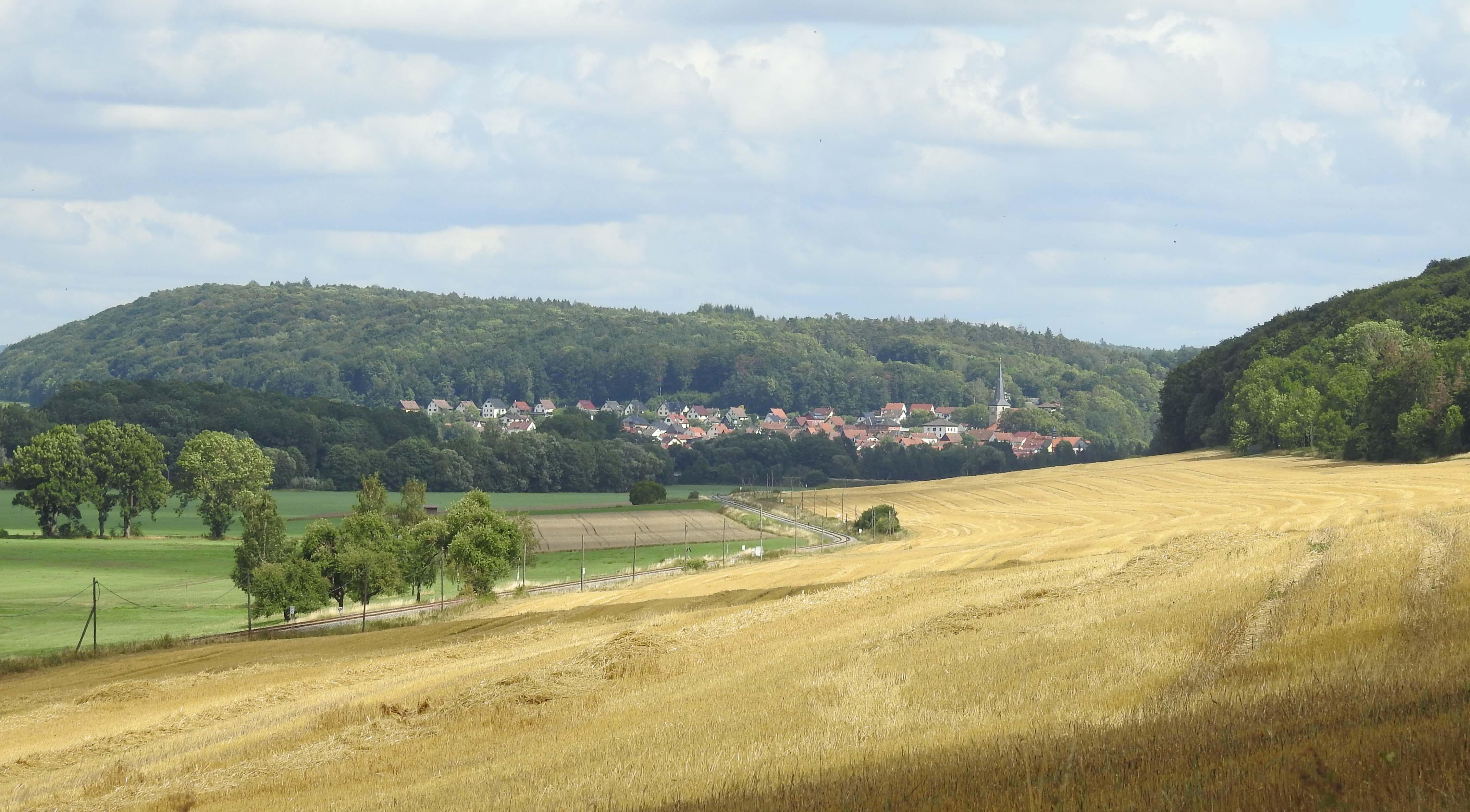
Veilsdorf von Westen

Veilsdorf ist eine Gemeinde im Landkreis Hildburghausen im fränkisch geprägten Süden Thüringens.

## Geografie

### Geografische Lage
Die Kerngemeinde liegt südlich des Thüringer Waldes am Oberlauf der Werra, die den vom (in Veilsdorf Weihbach bzw. Wäbich genannten) Habergrund durchflossenen Kernort und das unmittelbar östlich angrenzende Schackendorf von Kloster Veilsdorf nördlich des Kernortes und dem 3 km westlich entfernten Heßberg trennt. Goßmannsrod liegt 4 km nordöstlich des Kernortes an der Schwaba, Hetschbach 3 km südlich nah der Rhein-Weser-Wasserscheide.
Veilsdorf liegt im Städtedreieck von Hildburghausen im Westen, Eisfeld im Osten und Bad Rodach im Süden. Im Gemeindegebiet werden Höhen von 550 m ü. NN erreicht.
Die Gemeinde grenzt unmittelbar an Bayern (Regierungsbezirk Oberfranken). Die Landesgrenze ist vom Kernort nur etwa zweieinhalb Kilometer entfernt.

### Nachbargemeinden
- Brünn/Thür.
- Auengrund
- Eisfeld
- Bad Rodach
- Straufhain
- Hildburghausen

### Gemeindegliederung
Ortsteile der Gemeinde sind:
| - Goßmannsrod - Heßberg - Hetschbach | - Kloster Veilsdorf - Schackendorf - Veilsdorf |

Veilsdorf bildet mit Kloster Veilsdorf und Schackendorf einen zusammenhängenden Kernort mit etwa 1800 Einwohnern.

## Geschichte

### Bis zum 19. Jahrhundert
Im Jahre 817 wurde Veilsdorf erstmals in einer Fuldaer Urkunde erwähnt. Es gab verschiedene Namenschreibweisen: „Fiselestorp“, „Filedorff“, „Vilesdorp“, „Veihelsdorff“, „Feielsdorf“ und „Veylsdorf“.
In der Nähe des Ortes gab es ein Benediktiner-Nonnen-Kloster, welches vorher höchstwahrscheinlich eine Befestigungsanlage war und dann dem Erzengel Michael geweiht wurde. 1189 wurde das Kloster erstmals urkundlich erwähnt. 1446 wurde das Nonnenkloster in ein Mönchskloster umgewandelt. Dieses wurde während des Bauernkrieges 1524/25 von Bauern abgebrannt.
Im Nordosten des Ortes gab es eine Burg, die Trigelsburg (Ingilinburg, Friselenburg) und ihr gegenüber – oberhalb der Gottesackerkirche – die Burg, genannt das Steinhaus, die den Rittern und Herren von Veilsdorf als Stammsitz diente.
1760 wurde in Veilsdorf durch Prinz Eugen von Sachsen-Hildburghausen auf dem Gelände des 1153 gegründeten und 1525 zerstörten Benediktiner-Klosters die erste Porzellanmanufaktur Thüringens gegründet. Nach 1863 begann unter Gustaf Kieser und Albert Heubach mit der Herstellung von Gebrauchs- und Industrieporzellan ein wirtschaftlicher Aufschwung. Die Fabrik, seit 1883 eine Aktiengesellschaft, hatte vor dem Ersten Weltkrieg 1300 Arbeiter und Angestellte.
1863 und 1883 fanden verheerende Brände statt, bei denen beide Male der Großteil des Dorfes zerstört wurde.

### 20. Jahrhundert
Im Jahre 1903 brannte der Kirchturm der Trinitatiskirche durch Blitzschlag ab.
Während des Zweiten Weltkrieges mussten über 200 Frauen und Männer vorwiegend aus der Sowjetunion und Polen in der Porzellanfabrik Kloster Veilsdorf Zwangsarbeit verrichten.
In Heßberg gab es ein ursprünglich heßbergisches Rittergut, das nach Verkauf von 1860 bis 1945 der Familie von Eichel-Streiber gehörte. Das Herrenhaus wurde 1948 gemäß Befehl 209 der Sowjetischen Militäradministration in Deutschland (SMAD) trotz Proteste der Einwohner abgerissen.
Am 1. Juli 1950 wurden die bis dahin eigenständigen Gemeinden Hetschbach und Kloster Veilsdorf eingegliedert.
Am 29. November 1994 wurde Heßberg eingemeindet.

## Politik

### Gemeinderat
Der Gemeinderat in Veilsdorf besteht aus 14 Ratsmitgliedern, die alle fünf Jahre jeweils neu gewählt werden. Die Gemeinderatswahl am 26. Mai 2024 führte zu folgendem Ergebnis (mit Vergleichszahlen der vorigen Wahl):
| Partei/Liste                        | Stimmenanteil | Sitze  |                 | Ergebnis 2019 |
| Bürgerliste Veilsdorf               | 28,5 %        | 4      | 41,4 %, 6 Sitze |               |
| Zukunftsfähiges Landleben Veilsdorf | 17,0 %        | 2      | –               |               |
| Wählergemeinschaft Heßberg          | 16,3 %        | 2      | 22,7 %, 3 Sitze |               |
| Wählergruppe Goßmannsrod            | 12,6 %        | 2      | 9,5 %, 1 Sitz   |               |
| Rotkreuzgemeinschaft Veilsdorf      | 8,9 %         | 1      | 11,2 %, 2 Sitze |               |
| SV EK Veilsdorf                     | 8,9 %         | 1      | –               |               |
| Feuerwehr Veilsdorf                 | 4,9 %         | 1      | 6,3 %, 1 Sitz   |               |
| SPD                                 | 2,9 %         | 1      | 5,7 %, 1 Sitz   |               |
| Bündnis Zukunft Hildburghausen      | –             | –      | 3,2 %, 0 Sitze  |               |
| Wahlbeteiligung                     | 67,9 %        | 67,9 % | 62,3 %          |               |

### Bürgermeister
Am 10. April 2022 wurde Stefan Ullrich mit 57,8 % der gültigen Stimmen bei einer Wahlbeteiligung von 43,9 % zum neuen Bürgermeister Veilsdorfs gewählt. Er löste Herbert Heß ab, der seit 2016 Bürgermeister war.

### Wappen
Ein Schild geteilt – von oben rot über Silber durch drei aufrechte Spitzen, unten in schwarz eine goldene Waage.

## Öffentliche Einrichtungen
Veilsdorf verfügt über eine Grundschule, drei kommunale Kindergärten in den Ortsteilen Veilsdorf, Kloster Veilsdorf und Heßberg, ein kommunal betriebenes Freibad sowie die Sportstätte Weihbachgrund mit Sporthalle und Stadion.

## Kultur und Sehenswürdigkeiten

### Kirchen
- Aegidienkirche in Heßberg, erbaut vor 1425
- Veitskirche (Friedhofskirche) in Veilsdorf, erbaut um 1308
- Trinitatiskirche in Veilsdorf mit bemerkenswerter Kassettendecke und Inneneinrichtung, erbaut um 1604 – im Ensemble mit Pfarrhaus und Alter Schule

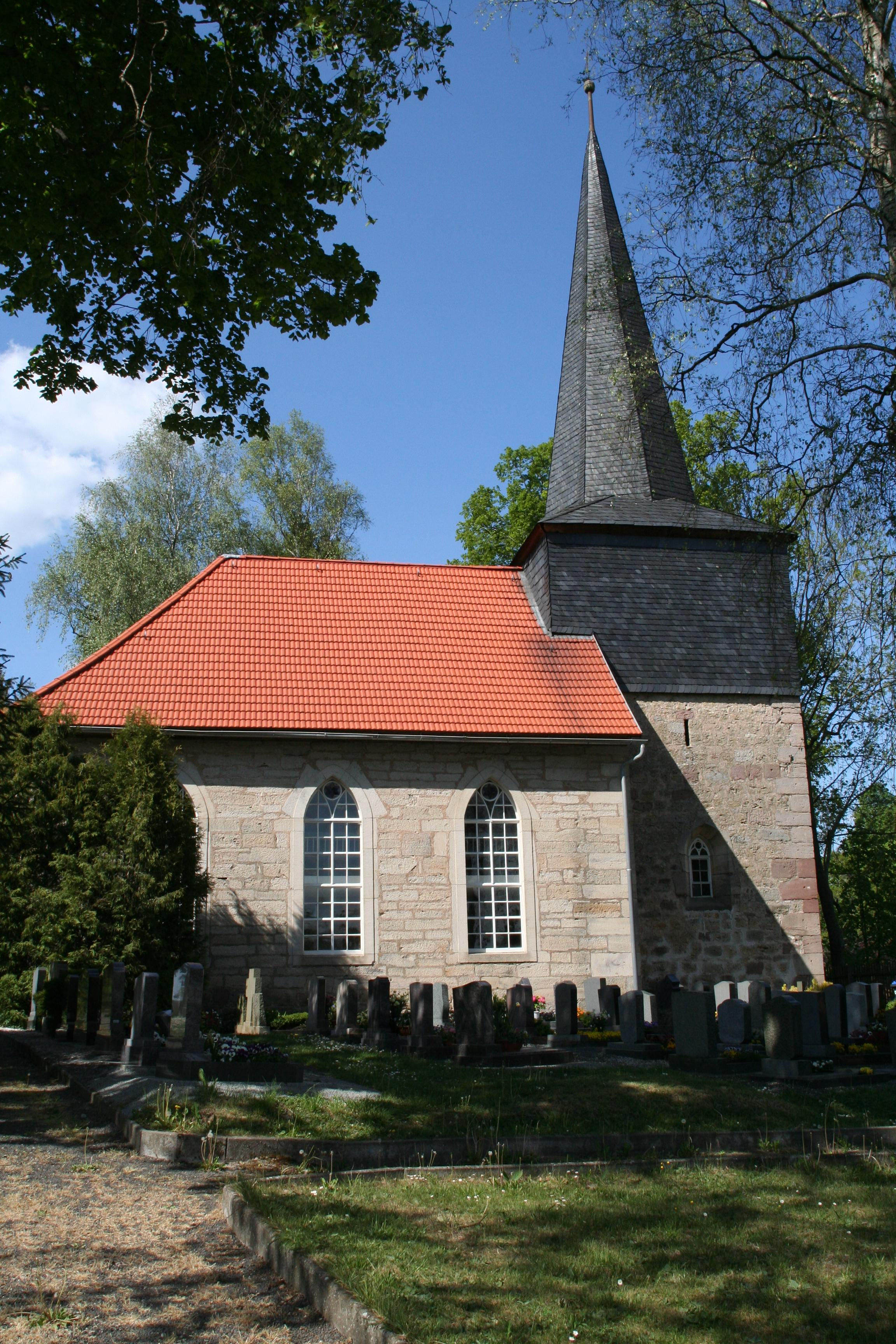
St. Veitskirche
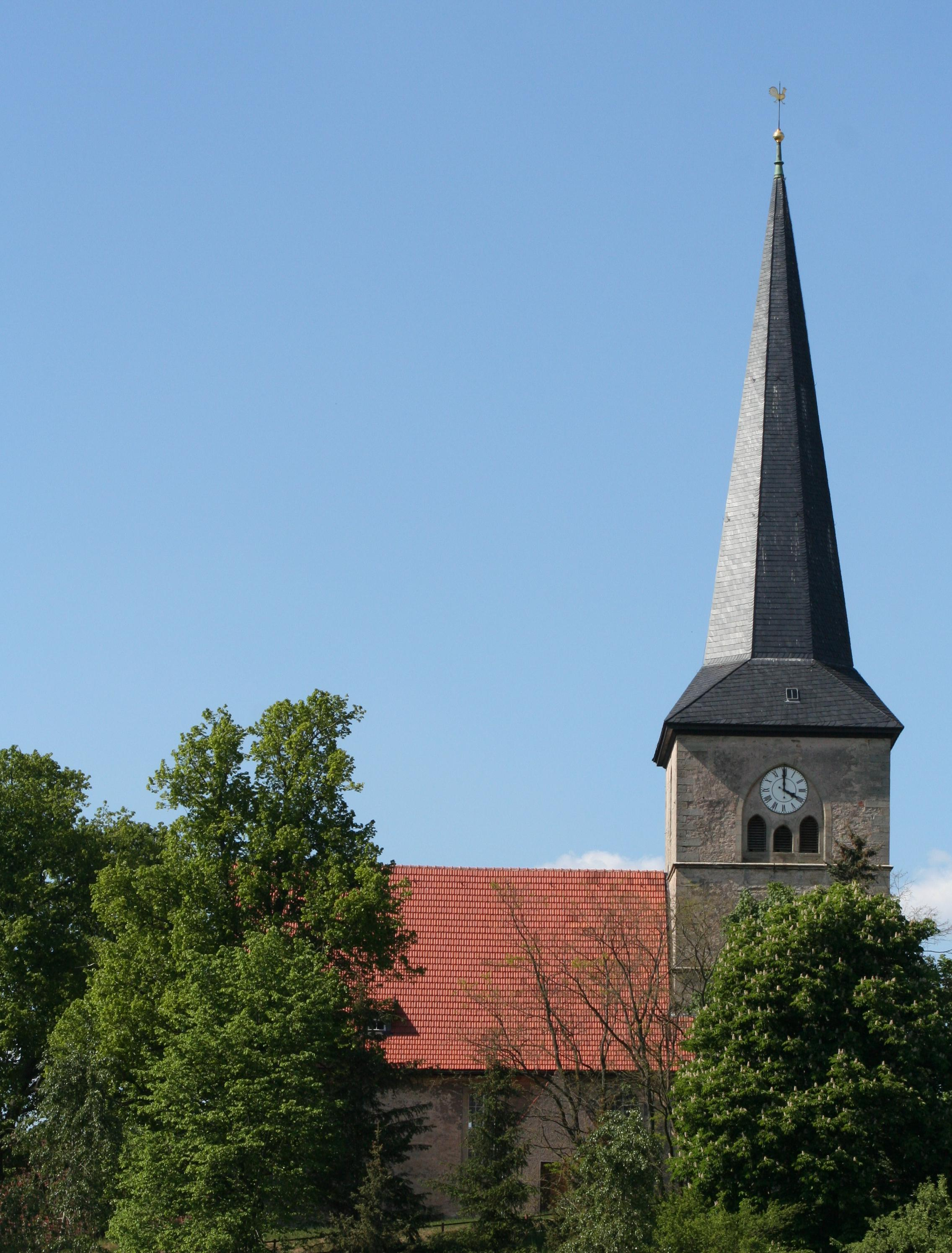
Trinitatiskirche

### Gedenkstätten
- Seit 1984 erinnert auf dem Friedhof des Ortsteils Goßmannsrod eine Grabstätte mit Gedenkstein an den kommunistischen Widerstandskämpfer Albin Fischer, der mit Zuchthausstrafen belegt und ins KZ Ravensbrück deportiert wurde, wo er 1945 ermordet wurde. Der Gedenkstein wurde durch Unbekannte geschändet und nach 1992 entfernt.
- Kriegerdenkmal an der Leite in Veilsdorf
- Gedenkstätte an die Porzellanmanufaktur im Ortsteil Kloster Veilsdorf

### Dialekt
In Veilsdorf wird Itzgründisch, ein mainfränkischer Dialekt, gesprochen.

## Wirtschaft und Verkehr

### Wirtschaft
Seit 1760 wird in Veilsdorf Porzellan hergestellt. Heute befindet sich hier ein Werk der Rauschert-Gruppe mit etwa 200 Mitarbeitern, das sich auf die Herstellung technischer Keramik ausgerichtet hat.
Bedeutender Arbeitgeber ist daneben die Milch Land GmbH, die neben einer modernen Milchviehanlage unter anderem einen Landmarkt mit regionalen Produkten und EDEKA-Sortiment, eine Frühstücks- und Mittagsversorgung sowie ein „Milch-Café“ betreibt.
Ein beträchtlicher Teil der Bevölkerung pendelt zur Arbeit nach Bad Rodach und Coburg in Oberfranken.

### Verkehr

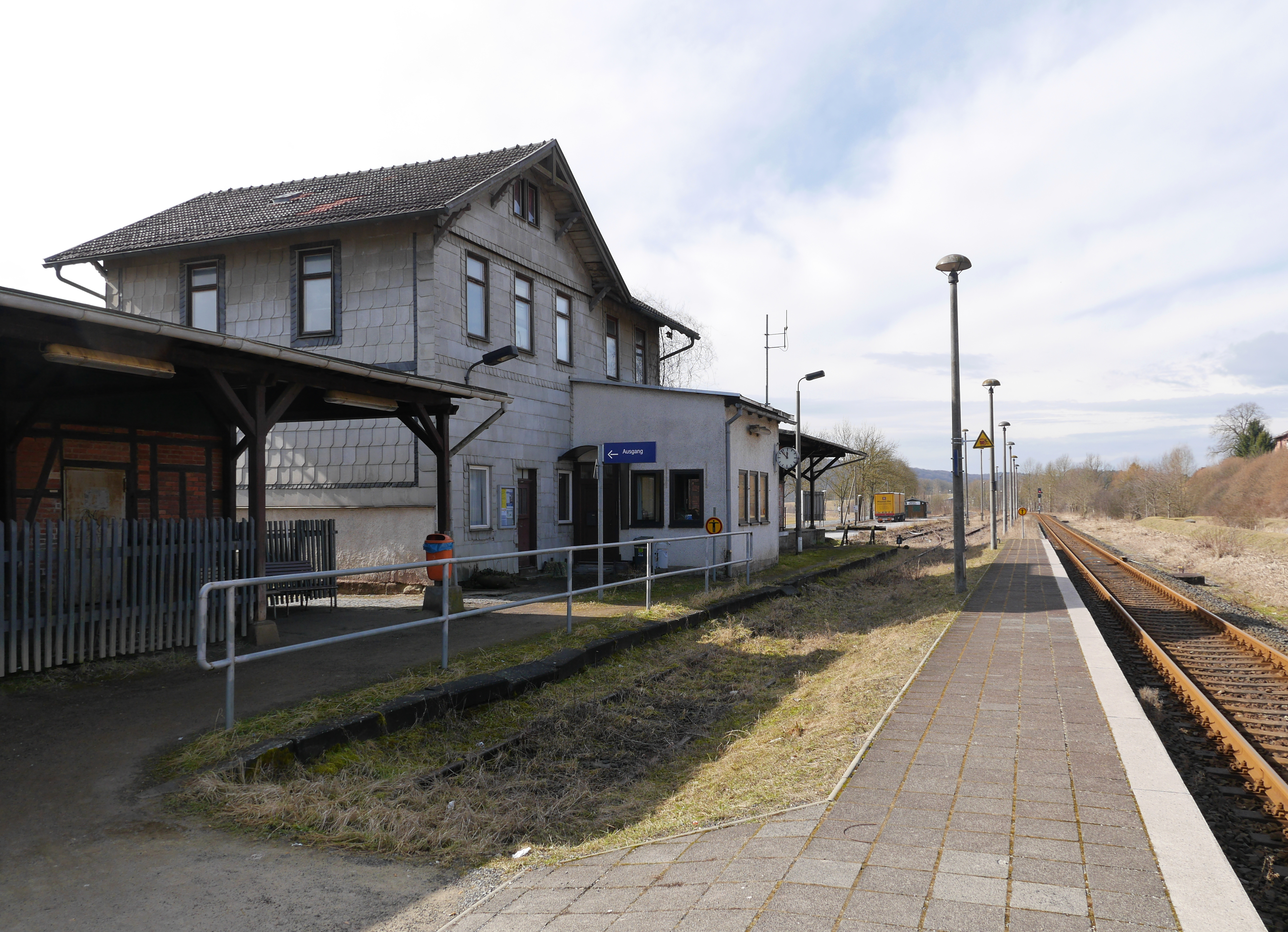
Bahnhof Veilsdorf

Veilsdorf besitzt einen Bahnhof an der Werrabahn, der im Stundentakt von Zügen der Süd-Thüringen-Bahn in Richtung Eisenach bzw. Eisfeld (von dort zweistündlich weiter in Richtung Rauenstein/Sonneberg/Neuhaus am Rennweg) bedient wird.
Einzelne Busverbindungen bestehen nach Hildburghausen, Eisfeld und Waffenrod/Hinterrod.
Durch die Ortsteile Heßberg, Veilsdorf/Kloster Veilsdorf und Schackendorf verläuft die Bundesstraße 89.
Eine günstige Anbindung im Individualverkehr ist durch die jeweils ca. 9 Kilometer entfernten Anschlussstellen Eisfeld-Nord und Eisfeld-Süd an der A 73 gegeben.

### Tourismus
Der Werratal-Radweg verläuft direkt durch die Veilsdorfer Ortsmitte. Vor und nach dem Ort führt der Weg entlang des bewaldeten Höhenzugs der Leite. Zudem wird Veilsdorf vom Werra-Burgen-Steig sowie vom Grenzwanderweg Grünes Band tangiert.

## Persönlichkeiten
- Friedrich Wilhelm Eugen Döll (1750–1816), Bildhauer
- Hermann Hahn (1868–1945), Bildhauer
- Albert Habermann (1913 in Schackendorf–1987), Maler und Grafiker